# Petar Matejević
Petar Matejević (1670. – 1726.) je hrvatski slikar. 
Autor je oltarne slike u kapelici sjeverenog transepta dubrovačke Prvostolnice. Slika prikazuje Svetog Bernarda kako kleči pred Gospom i Malim Isusom. Slika je iz 1721. godine.